# フェリシアン・ダヴィッド
フェリシアン（＝セザール）・ダヴィッド（Félicien [-César] David, 1810年4月13日 - 1876年8月29日）は、19世紀フランスの作曲家。

## 生涯
ヴォクリューズ県カドネの出身。エクスに出てイエズス会の神学校に学ぶ。卒業後に音楽家として活動を始めるが、二十歳のころにパリ音楽院に入学。やがてサン＝シモン主義に傾倒して音楽院を離れ、サン＝シモンの会派のために中近東を広く旅行する。このときに異国のさまざまな民族音楽や民謡に接し、そのときの印象をもとに、帰国後に中東風の楽想を多用した交響的オード《砂漠》(Le Désert　1844年)を作曲、成功を収める。この作品は19世紀フランス音楽における異国趣味の走りとなった。その後のピアノ曲やオペラにも、異国趣味を扱ったものが多い。
代表的なオペラには《エルキュラニュム》(Herculanum　グランドオペラ、1859年)、《ララ・ルーク》(Lalla-Roukh　オペラ・コミック1862年)がある。
繊細で響きの美しいダヴィッドの音楽は直接の後継者であるジョルジュ・ビゼーによって称賛された。
ダヴィッドは音楽における異国趣味の先駆者として東洋の景色をその楽曲の中に見事に表現した色彩効果の巧みな作曲家であった。そればかりか、その音楽が優しく表情に富んでいて、またメロディへの創意が大変独創的な書法を持った、詩魂豊かな人間であった。彼の偉大なオラトリオの数々、多くのオペラは音楽性に溢れている。